# Sant Marçal de Montseny
 Sant Marçal de Montseny és una ermita romànica situada al municipi de Montseny, al Vallès Oriental, gairebé al límit amb el d'Arbúcies, a la Selva. Es troba a 1.093 metres d'altitud, entre les Agudes i el Matagalls, i prop de la font de la Tordera. És molt propera al punt on es troben les comarques del Vallès Oriental, Osona i la Selva.

## Història
La primitiva església de Sant Marçal de Montseny està documentada el 1053, on es va retirar el jove monjo Guifré, sota la protecció del bisbat de Vic.
Vers l'any 1066 cal situar l'origen del cenobi, ja que és consagrada l'església per Guillem de Balsareny bisbe de Vic el 8 de desembre d'aquell any. Signà l'acta Sunyer l'abat de Breda. Probablement d'allà provenien els primers monjos de Sant Marçal. Al voltant de l'any 1100 els monjos de Sant Marçal del Montseny van iniciar la construcció d'un nou monestir dedicat a santa Magdalena de Mosqueroles, que ja era propietat del cenobi, amb la voluntat residir a aquest lloc, però, obligats pel bisbe, calgué retornar a Sant Marçal.
El 1104 el bisbe de Girona Bernat Umbert (1093-1111) restaurà, doncs, Sant Marçal que havia estat erigit en abadia pel seu pare Umbert de Sesagudes. Tot i que, des de mitjans del segle xiii eren sota la sobirania de Ramon de Cabrera, els priors de Sant Marçal gaudien de jurisdicció sobre el monestir i sobre els habitants de l'alou que envoltava el monestir.
L'abadia no perdurà i sols és té constància de dos abats: Guifré i Bernat
Abans de 1097 esdevingué un priorat del monestir benedictí de Sant Esteve de Banyoles. Sempre disposà de béns reduïts i tingué una comunitat molt petita. El petit priorat exercia també les funcions de parròquia i santuari. Des de 1592 fou servit per un sacerdot secular. El 1833 Sant Marçal esdevingué sufragània de la parròquia de Sant Julià de Montseny, cosa que feu que passés a dependre de la diòcesi de Barcelona.

## Edifici
L'actual església és un edifici romànic, amb absis circular, volta de mig punt i un ample campanar d'espadanya. El dilluns de la segona Pasqua s'hi realitza el tradicional vot de poble de Montseny a Sant Marçal.
Al costat nord de l'ermita, hi ha un petit cementiri i al costat sud el casal de l'antic priorat, que durant molts anys ha estat refugi d'excursionistes i parada obligada en les travesses del Matagalls a les Agudes. Durant la primera meitat del segle xx, va ser regentat per l'ermità Ignasi Sala i la seva família. Actualment és un restaurant de cuina de muntanya.
A pocs metres de la capella hi ha la popular Taula dels Tres Bisbes, on conflueixen els bisbats de Terrassa (antigament Barcelona), Vic i Girona. Segons la tradició, en aquesta taula rodona els bisbes de les tres demarcacions podien deliberar sense abandonar el territori de les seves respectives diòcesis.

## Font Bona
A la font Bona, en el naixement de la Tordera, l'any 1966, els "Amics del Montseny" hi van inaugurar un monument amb una placa que reprodueix el poema "Font de Sant Marçal" de Guerau de Liost.
| «                             | Déu te guard, vianant. Que t'imposi el Montseny una mica d'amor i una mica de seny. Ací tens una font que parlar-te podria. Ací tens un pedrís clapissat de falzia. La virtut del Montseny és aquest rajolí que d'avets i de faigs la fullaca esbandí. La virtut del Montseny es congria a l'altura. Per ço té aquesta font una ullada tan pura i la seva canal dona l'eco planyent de la fusta del bosc torturada pel vent. | » |
| — Guerau de Liost (1878-1933) | |   |